# غازي سيد سالار ساهو
غازي سيد سالار داود ساهو عطاء الله علوي (الفارسية: غازى سيد سالار ساھو) كان غازيًا وقائدًا في جيش السلطان محمود الغزنوي الذي جاء إلى شبه القارة الهندية في أوائل القرن الحادي عشر.
سالار ساهو يرجع نسبه لمحمد بن الحنفية بن علي بن أبي طالب. كان اسم والده طاهر عطاء الله، وكان ابنه غازي سيد سالار مسعود [الإنجليزية]. كان له شقيقان أحدهما سيد معروف الدين غازي. من المحتمل أنه كان صهر السلطان محمود الغزنوي، ويقال إنه متزوج من أخت السلطان محمود الغزنوي، المُسماة ستر المُعللى. جاء إلى الهند برفقة السلطان محمود الغزنوي قائدًا لجيشه.
تُوفي في 4 تشرين الأول 1032 م في ساتريك [الإنجليزية] ودُفن هناك.

## قبر السيد سالار ساهو
يقع ضريح سالار ساهو في ساتريك [الإنجليزية] حوالي 8 كيلومتر (5.0 ميل) بعيدًا عن بارابانكي [الإنجليزية] في ولاية أوتار براديش. يجتمع الناس عند قبره لزيارته أثناء اكتمال القمر في شهر جيشتا [الإنجليزية] خلال فصل الصيف. هناك مهرجان يستمر لمدة خمسة أيام يصلي فيه الآلاف من المصلين. يُعرف قبره باسم "بوده بابا كي مازار" (ضريح الأستاذ الأعظم).

## روابط خارجية
- ميراتي مسعودي لعبد الرحمن جشتي